# Catalanotoxotus nivosus
Catalanotoxotus nivosus is een keversoort uit de familie van de boktorren (Cerambycidae). De wetenschappelijke naam van de soort werd voor het eerst geldig gepubliceerd in 2005 door Vives.